# Sparbankernas bank
Sparbankernas bank AB var en svensk affärsbank, som bildades 1942 för att vara central bank inom sparbanksrörelsen.
Sparbankernas bank förvärvade 1991 affärsbanken Sveabanken, vars verksamhet upphörde året därpå. Banken fusionerades 1992 med elva regionala, före detta sparbanker, till att bilda Sparbanken Sverige AB.
Företagets kontorsbyggnad uppfördes mellan 1962 och 1963 vid Hornsgatan 5-7 på Södermalm i Stockholm. Byggnaden ritades av arkitektkontoret AOS Arkitekter. (Magnus Ahlgren, Torbjörn Olsson och Sven Silow). 